# 윌리엄 & 메리 칼리지
윌리엄 & 메리 칼리지(College of William & Mary, 간단히 W&M)는 미국 버지니아주 윌리엄스버그에 위치한 공립 대학이다. 미국 독립 이전에 정식 학위 수여를 할 수 있었던 9개의 식민지시대에 설립된 미국의 대학교들 중 하나로서 그 중 2번째로 1693년에 설립되었다. 재학생은 7700명이며, 학부생은 5700명이다. 인기 전공 학과는 국제정치학, 신경학, 역사학이다.
윌리엄 & 메리 칼리지는 2011년도 《U.S. 뉴스 & 월드 리포트》 선정 전체순위에서 31위로 상위권에 속해 있다.
윌리엄 앤 메리 학부는 인문과학대(Arts & Science)· 경영대(Business)·사범대(Education) 등 3개 단과대로 구성돼 있다. 대학원 과정에는 여기에 로스쿨과 해양과학대가 추가된다.
종합대학보다는 규모가 작고 학부를 강조하는 리버럴 아츠 칼리지(liberal arts college, 자유 인문 대학) 형태인 학교이다.

## 역사
1693년 미국의 두 번째 대학교로서 설립되었으며, 영국 윌리엄 3세와 메리 2세의 이름을 따라 명명되었다. 1736년 명예 코드 (Honor Code)를 제정한 최초의 대학이다. 1776년 12월 5일에는 미국의 우등 졸업생 클럽 중 하나인 피 베타 카파(ΦΒΚ, Phi Beta Kappa)가 창립되었는데, 이는 ‘인생의 지침인 철학’이라는 뜻의 그리스어 ‘philosophia biou kubernetes‘의 첫 글자를 딴 것이다.

## 교육 및 연구
학부 과정은 인문과학대(Arts & Science), 경영대(Business), 사범대(Education) 등 3개 단과대로 구성돼 있다. 대학원 과정은 인문과학대, 경영대, 사범대, 로스쿨, 해양과학대로 구성된다.

### 평가
2014년 USA투데이가 대학 관련 전문 조사 집단인 니치(Niche)의 자료를 인용한 보도에 따르면, 뛰어난 교수 자원을 보유한 상위 5개 대학 중 스탠퍼드 대학교, 시카고 대학교, 우스터 칼리지에 이어 4위에 올랐다. 이는 재학생과 졸업생을 대상으로 하여, 수업의 다양성, 교수의 배려, 교육과정의 유연성 등의 항목에서 매긴 평가에 따른 순위이다.

## 주요 동문
- 조지 워싱턴: 미국 초대 대통령
- 토머스 제퍼슨: 미국 제3대 대통령
- 제임스 먼로: 미국 제5대 대통령
- 존 타일러: 미국 제10대 대통령
- 로버트 게이츠: 전 미국 국방장관
- 윌리엄 바튼 로저스: MIT 설립자. 철학자. 화학자. 지리학자.
- 크리스티나 로머: 전 백악관 경제자문위원장. UC 버클리 경제학과 교수
- 존 스튜어트: 미국의 방송인
- 캐럴린 마틴: 위스콘신 대학교 매디슨 총장
- 샌드라 박 (박현정): 버지니아주 최초 한인 여성 검사[15][16]